# 比林漢姆
比林漢姆（英語：Billingham）是位於英國東北英格蘭達勒姆郡的一座城市。2006年時，比林漢姆有人口35,765人，比林漢姆和英國化學企業帝國化學工業有著密切的關係。現在雖然帝國化學工業在這裡已經沒有工廠，比林漢姆仍然是一座重要的化學工業都市。